# Store norske leksikon
Store norske leksikon (littéralement la « grande encyclopédie norvégienne ») est une encyclopédie écrite en Norvégien (Bokmål). Elle fut créée par la fusion des encyclopédies des deux grandes maisons d'edition norvégiennes Aschehoug et Gyldendal en 1978, qui fondèrent ensemble la maison d'édition Kunnskapsforlaget. L'encyclopédie fut initialement publiée en version papier avec quatre éditions successives en 1978-1981 (12 volumes), 1986-1989 (15 volumes), 1995-1999 (16 volumes) et en 2005-2007 (16 volumes). La dernière édition contenait 150 000 articles et 16 000 illustrations et fut publiée avec le soutien économique de l'association Fritt Ord. En 2010, il fut annoncé qu'il n'y aurait plus de nouvelle édition papier de l'encyclopédie. Mais cette encyclopédie est aussi disponible en ligne depuis 2000. Depuis 2009, elle peut être éditée par les utilisateurs. Kunnskapsforlaget a cependant fait appel à des experts pour assurer la qualité du contenu.